# Te nemen of te laten
Te nemen of te laten was een Vlaams spelprogramma op de zender VIJFtv. In dit programma konden de kandidaten elke dag tot € 200.000 winnen. De helft van de winst ging naar een kijker thuis die op het juiste moment naar de uitzending belde. Het programma werd gepresenteerd door Dré Steemans.
Te nemen of te laten was gebaseerd op het televisieprogramma Miljoenenjacht, in het buitenland meer bekend als Deal or No Deal. John de Mol heeft het format internationaal succesvol gemaakt.
De bedragen bij Te nemen of te laten bevonden zich tussen de € 0,01 en € 200.000.

## Het spel
De 22 kandidaten kregen ieder 1 doosje met een ander geldbedrag. Degene die het spel ging spelen, speelde met zijn doos. In verschillende rondes werden er in aflopende volgorde dozen geopend. Hoe lager de bedragen in de gekozen koffers, des te hoger het bedrag dat de bank bood.
De speler mocht net zoveel koffers wegspelen als hij wil, maar het lag aan de bedragen in de gespeelde koffers hoeveel de bank biedt. Het kon dus zo zijn dat de kandidaat € 100 in zijn koffer heeft en de bank al meer dan € 20.000 biedt. Het was de bedoeling om op een gunstig moment te stoppen, dus als men zeker weet dat er een groot bedrag in de koffer zit of als de bank veel biedt en het bijna zeker is dat dit bedrag niet zal stijgen.
Nadat de kandidaat had aangegeven te gaan stoppen, krijgt hij/zij het gewonnen bedrag. Vervolgens werd het spel ‘uitgespeeld’. Uiteindelijk werd ook onthuld hoeveel er in de koffer van de finalist zat. Dit bedrag kon dus hoger dan het bod van de bank zijn, of lager. Indien het laatste het geval is, was de kandidaat op een gunstig moment gestopt. Het hoogste bedrag dat ooit werd gewonnen was € 75.000, dit gebeurde een paar keer.

## Trivia
- Een kandidaat in Te nemen of te laten hield als laatste twee bedragen € 0,01 en € 50.000 over. De bankier bood een wissel maar dat weigerde ze en ze ging naar huis met € 0,01.
- Kenneth Terlaeken was nog maar één jaar gehuwd en luisterde naar zijn echtgenote. Hij kreeg een duidelijk teken om te stoppen bij een bod van 13.000 euro. Zeer tegen zijn zin aanvaardde Kenneth vervolgens Toen hij het spel vervolgens uitspeelde, deed hij het echter uitstekend en bij elk hoger bod van de bankier kreeg hij het meer en meer op de heupen. Uiteindelijk bleek dat Kenneth 75.000 euro in zijn doos zitten had.
- Kandidaat Bernard wilde spanning in het programma, hij hield twee bedragen over: € 20.000 en € 75.000. Een laatste bod van € 40.000 doet niemand twijfelen dat Bernard nu wel zijn moeder gerust zal stellen, zeker als Patrick Pleunes, eigenaar van de laatst overblijvende doos, een emotionele oproep doet om tevreden te zijn met wat hij heeft. Bernard drijft het echter tot het uiterste en speelt door. Terwijl zijn moeder nerveus op de tribune toekeek, de kandidaten elkaars handen vastnamen en menig persoon de ogen bedekte, rijfde koele Bernard als eerste een recordbedrag van 75.000 euro binnen. De ontlading achteraf was dan ook enorm.
- Op één dag werden er tot 6 afleveringen van Te nemen of te laten opgenomen. Dit wil zeggen dat er telkens 22 kandidaten moeten zijn, en 5 nieuwe kandidaten die het ontstane gat moeten opvullen. Aangezien er rekening moet gehouden worden met continuïteit, moeten de 22 kandidaten zich telkens tussen 2 afleveringen hun haar laten doen, omkleden, wat bij schminken en als er tijd is een klein hapje eten. De tijd die ze hiervoor krijgen bedraagt gemiddeld een goede 15 minuten! Het spreekt voor zich dat alles tot in de puntjes geregeld moet zijn want anders lopen de opnames vertragingen op. Er is natuurlijk wel een langere lunchpauze voorzien en op het einde van de opnamedag wordt er weleens een pint gedronken in de cafetaria.
- Een kandidate die niet echt tevreden was met de strijkplank die ze gewonnen had verkocht het ding op de veilingsite Ebay. Na enkele dagen bieden vond de strijkplank een nieuwe eigenaar voor het hoogst geboden bedrag: 38 euro. De gelukkige koper was een mede-kandidaat.
- De lange uren en verre verplaatsing naar Vilvoorde vergden veel van sommige kandidaten. Dit verhielp een kandidaat door met de mobilhome te komen. Zolang ze in het spel zat, kampeerde ze met haar echtgenoot op de parking van de opnamestudio.
- Gerechtsdeurwaarder Meester Suykens, was tijdens de uitzendingen steeds ernstig en kort van stof. Buiten de camera's was hij echter erg sociaal en goedlachs.